# Rhachisphora reticulata
Rhachisphora reticulata là một loài côn trùng cánh nửa trong họ Aleyrodidae, phân họ Aleyrodinae.
Rhachisphora reticulata được Takahashi miêu tả khoa học đầu tiên năm 1933.